# Igor Dodon
Igor Dodon (* 18. února 1975, Sadova, Moldavská SSR, Sovětský svaz) je moldavský politik a ekonom, který v letech 2016–2020 působil jako 5. prezident Moldavské republiky poté, co zvítězil ve druhém kole moldavských prezidentských voleb proti prozápadně orientované kandidátce Maie Sanduové. Dle médií se jedná o prorusky orientovaného kandidáta.

## Životopis

### Porušování ústavy a zbavení pravomocí (2018)
Dne 2. ledna 2018 byl jako moldavský prezident dočasně zbaven pravomocí tamějším ústavním soudem, opravňujících jej k výkonu dané funkce, a to z důvodu porušování ústavy, když se z pozice svojí funkce rozhodl dvakrát po sobě nejmenovat prozápadně orientované členy vlády, tj. jednotlivé ministry a vicepremiéry, a proto byl výkonem pravomocí pověřen předseda parlamentu Andrian Candu.
Kvůli podezření z vlastizrady a dalších trestných činů byl 24. května 2022 na dvaasedmdesát hodin zadržen. Ačkoli prokuratura požadovala třicetidenní vazbu, soud jej na stejnou dobu poslal do domácího vězení.

## Politické názory
V předvolební kampani se zasazoval o sjednocení s Podněstřím. Je také zastáncem zrušení asociační dohody s Evropskou unií, a to na základě vyhlášeného referenda, a pro bližší hospodářskou spolupráci s Ruskou federací. Ve své zemi, kde většina obyvatel hovoří moldavsky, prosazuje povinnou výuku ruštiny.